# Barichneumon perversus
Barichneumon perversus är en stekelart som först beskrevs av Joseph Kriechbaumer 1893.  Barichneumon perversus ingår i släktet Barichneumon och familjen brokparasitsteklar. Inga underarter finns listade.